# Nome artístico
Um  nome artístico é um pseudônimo de conotação profissional, usado por exemplo por artistas, comediantes, palhaços, DJs, etc. Não obstante, tal exemplificação definitória não pode ser considerada exaustiva, isto porque um nome artístico pode ser aplicado a indivíduos de outras áreas profissionais que não necessariamente artísticas.
Seu uso ocorre por muitas razões, frequentemente porque seus nomes reais não são considerados atrativos, como é o caso da atriz Fernanda Montenegro (cujo nome real é Arlete Pinheiro Monteiro Torres), ou então são "difíceis", dada sua ortografia ou fonética, como no caso do músico Freddie Mercury (nome real Farrokh Bulsara).
Alguns profissionais preferem usar um nome artístico para não serem sempre lembrados por seu parentesco com alguma personalidade já consagrada, como Nicolas Cage (sobrinho de Francis Ford Coppola) e Mike McGear (irmão de Paul McCartney). Em outros casos, artistas podem exigir um processo judicial para a moção do nome, como a cantora Fergie, que mudou seu nome de nascimento, Stacy Ann Ferguson, para seu nome artístico de casada, Fergie Duhamel.
Há situações ainda em que uma personalidade pode ter múltipla mudança de pseudônimos, o que pode não ser muito bem visto nos meios de mídia, como Calvin Broadus Jr., que adotou inicialmente o nome Snoop Dogg, e depois Snoop Lion. Ele citou que a causa da mudança de seu nome foi por motivos espirituais e musicais, através do movimento rastafári na Jamaica, onde "eles acabaram de me coroar como 'o leão' porque é associado com o rastafári e com a música reggae".

## Exemplos de personalidades conhecidas por seus nomes artísticos
- Susana Vieira (Sônia Maria Vieira Gonçalves)
- Silvio Santos (Senor Abravanel)
- Woody Allen (Allan Stewart Königsberg)
- Lady Gaga (Stefani Joanne Angelina Germanotta)
- Lana Del Rey (Elizabeth Woolridge Grant)
- Freddie Mercury (Farrokh Bulsara)
- Eminem (Marshall Bruce Mathers III)
- Greta Garbo (Greta Lovisa Gustafsson)
- Bonnie Tyler (Gaynor Hopkins)
- Michael Caine (Maurice Joseph Micklewhite)
- Cary Grant (Archibald Alec Leach)
- Steven Tyler (Steven Victor Tallarico)
- Cher (Cherilyn Sarkisian)
- Criolo (Kleber Cavalcante Gomes)
- Alan Alda (Alphonso D'Abruzzo)
- The Notorious B.I.G. (Christopher George Latore Wallace)
- 50 Cent (Curtis James Jackson III)
- Dita Von Teese (Heather Renée Sweet)